# Museu de Arte Sacra de Mato Grosso
O Museu de Arte Sacra de Mato Grosso é um museu localizado na cidade de Cuiabá, na rua Clóvis Hugney, bairro Dom Aquino, no Prédio do Seminário Nossa Senhora da Conceição, no 2º andar. Fundado em 1980, o acervo do museu possui uma coleção de peças de arte provenientes do século XVII, XVIII, XIX, XX.
O Museu também conta com uma exposição de artigos pessoais do bispo Dom Francisco de Aquino Corrêa.
Em 2009, o MASMT firmou uma parceria com a Universidade Federal de Mato Grosso (UFMT) através do Departamento de História.

### História
O Museu de Arte Sacra de Mato Grosso foi fundado em 10 de março de 1980, reunindo peças sacras de diversas igrejas de Cuiabá, tais como da antiga Catedral do Bom Jesus de Cuiabá, igreja São Benedito, igreja Nossa Senhora dos Passos, Igreja Nossa Senhora do Rosário.
A criação do museu decorreu do interesse da Fundação Cultural de Mato Grosso de restaurar o antigo prédio do Seminário da Conceição em 1977. Dessa forma, o prédio foi tombado e considerado patrimônio histórico mato-grossense. Em 10 de março o museu foi fundado, porém com o advento das grandes chuvas, parte do prédio foi gravemente danificada, assim o museu foi transferido para a Fundação Cultural de Mato Grosso - na época localizada em frente da Praça da República.
Apenas em 8 de abril de 1984 o museu foi inaugurado e apresentado ao público.

### Seminário da Conceição
O prédio do Seminário da Conceição - onde hoje se encontra o Museu de Arte Sacra - teve sua construção iniciada no ano de 1858 por Antonio Cerqueira Caldas. Inicialmente o prédio serviu de enfermaria durante o período da epidemia de varíola. Também serviu de quartel general durante os conflitos pelo governo estadual na Primeira República e foi utilizado como sede do Instituto Histórico, Centro de Letras e sede da Rádio Difusora Bom Jesus de Cuiabá.
No ano de 1964 o seminário foi transferido para o Seminário do Cristo Rei, na cidade vizinha de Várzea Grande, e neste ano, a Radio Difusora Bom Jesus de Cuiabá se alojou no piso térreo do prédio. Apenas no ano de 1980 o Museu de Arte Sacra foi alocado no piso superior.

#### Acervo Dom Aquino Corrêa
Entre as diversas peças expostas no museu, está a exposição do arcebispo de Cuiabá, Dom Aquino Correa. contendo seus pertences pessoais, uma reposição de seus aposentos e alguns folhetos que destacam a vida do arcebispo.